# Angelina (salon de thé)
Pour les articles homonymes, voir Angelina.
Angelina, créé en 1903 par Antoine Rumpelmayer, est une entreprise française du secteur de l'hôtellerie, la restauration, et la distribution. Elle est réputée notamment pour sa confection de spécialités françaises comme le chocolat chaud (« l'Africain ») et le mont-blanc et appartient à Bertrand Restauration, une filiale du groupe Bertrand. La boutique historique est située au 226, rue de Rivoli, dans le 1er arrondissement de Paris.

## Historique

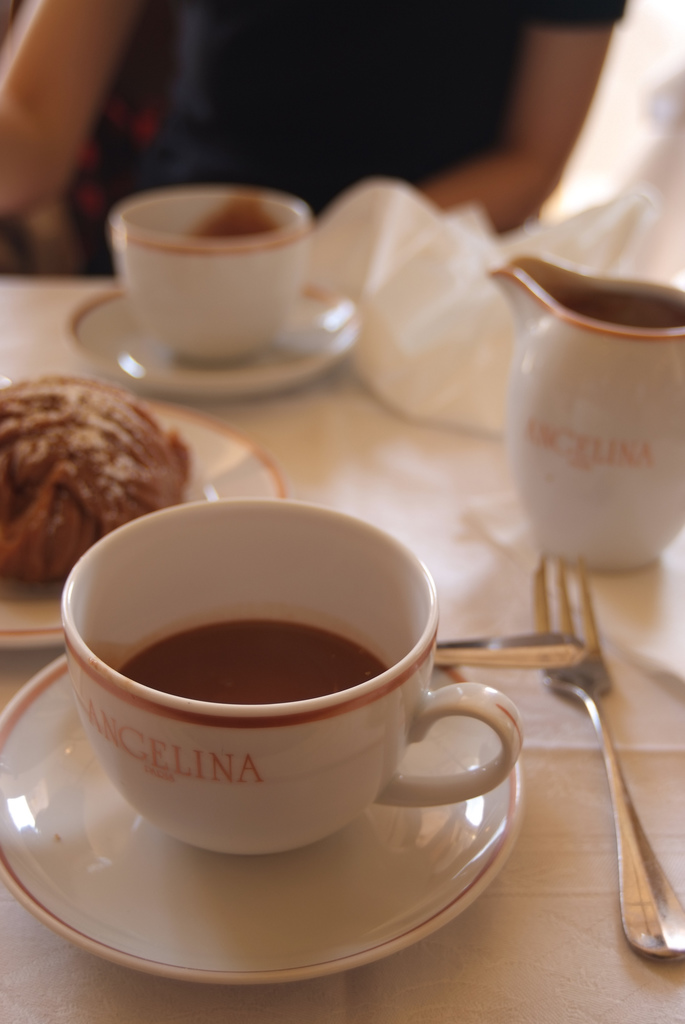
Le chocolat chaud.

Le salon a été fondé en 1903 par le confiseur autrichien Antoine Rumpelmayer (de), déjà actif sur la Côte d'Azur et à Aix-les-Bains, qu'il baptise « Angelina » en l'honneur de sa belle-fille du même nom. La décoration intérieure de style Belle Époque, est l'œuvre de l'architecte français Édouard-Jean Niermans. L'enseigne devient une institution de la capitale fréquentée par de nombreuses personnalités comme Coco Chanel et Marcel Proust.
En 1982, le salon de thé accueille le tournage de La Boum 2 le temps de quelques scènes avec Sophie Marceau et Denise Grey.

En janvier 2005, Angelina est repris par le groupe Bertrand. 

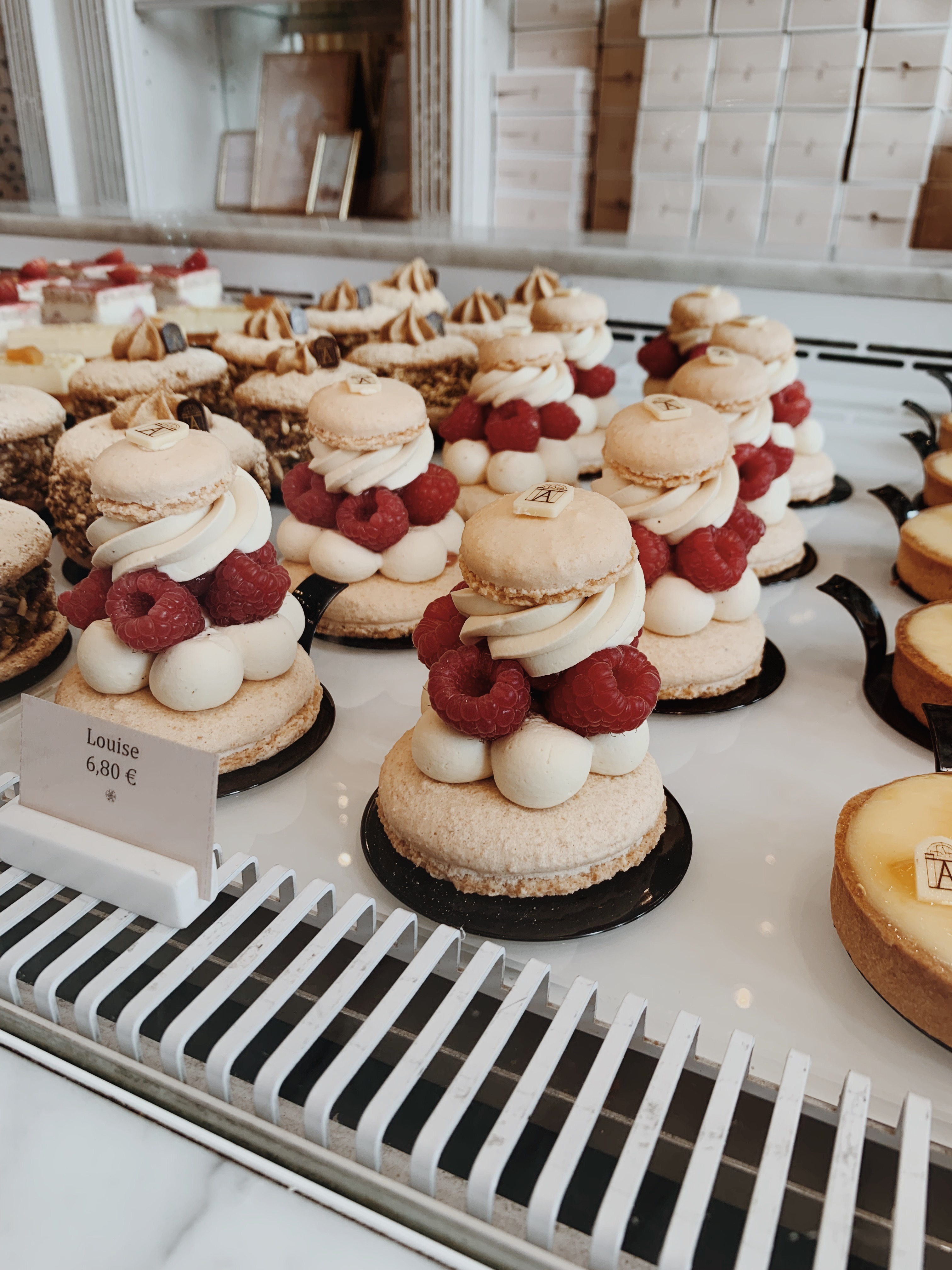
Les pâtisseries

Le salon de thé est visité par de nombreux touristes ; la maison est connue pour son chocolat chaud "l'Africain" et son Mont-blanc, inventé par Rumpelmayer. Le café Angelina historique est aux Tuileries.

En 2020, Angelina installe un café à New York. 